# (12732) 1991 TN
(12732) 1991 TN là một tiểu hành tinh vành đai chính. Nó được phát hiện bởi Robert H. McNaught ở Đài thiên văn Siding Spring ở Coonabarabran, New South Wales, Australia, ngày 1 tháng 10 năm 1991.